# Вагнер, Шарль
Шарль Вагнер (фр. Charles Wagner) (4 января, 1852, Виберсвиллер — 12 мая, 1918) — французский пастор, писатель, номинант Нобелевской премии по литературе 1902, 1903, 1909 годов.

## Биография
Шарль Вагнер родился 4 января 1852 во французской коммуне Виберсвиллер региона Лотарингия в семье лютеранского пастора. В 1854 году семья переехала в Тиффенбак в Эльзасе. Его детство было опечалено смертью отца в 1859 году, его воспитывали мать и дед. Изучал теологию в Париже и Страсбурге, где он познакомился со своей будущей женой.
После окончания школы, он провёл несколько месяцев в Германии, прежде чем вернуться к пастырской позиции в Барре, коммуне во французском регионе Эльзас. Вскоре он решил создать свой собственный приход. Его первые прихожане представляли собой смесь интеллигенции (издатели, директор школы в Эльзасе, и т.д.) и рабочих из пригорода и Парижа. Постепенно росла его аудитория и его круг общения. Его современное и независимое богословие выделялось среди остальных.
Он начал свою литературную карьеру в 1890 году с произведения Справедливость. Молодость (1892) и Простая жизнь (1895) сделали его известным широкой аудитории как во Франции, так и за пределами французских границ. Болезнь и смерть его сына в 1899 году вдохновили его на создание L’Ami, опубликованной в 1902 году. На следующий день после смерти сына, он записал в своём дневнике: "Ты будешь жить в самом сердце отца твоего и в его голосе".
С 1900 по 1906 Шарль Вагнер усилил пастырскую и общественную деятельности. По просьбе Фердинанда Бюиссона он способствует развитию дошкольного образования.
В 1904 году по просьбе президента Теодора Рузвельта, который читал перевод Простой жизни, Шарль Вагнер отправился в США, где он оставался два месяца и делился своим опытом. Перед отъездом, он был принят в Белом доме и Теодор Рузвельт сказал: "Если есть книга, которую я рекомендую всему нашему народу, то это Простая жизнь Шарля Вагнера".
Во Франции Шарль Вагнер направляет все свои силы, чтобы избежать раскола среди протестантских церквей. На заседании в 1906 году он молится против разобщённости. Его замечательные слова остались без эффекта. Разобщённость усиливается.
Шарль Вагнер умер 12 мая 1918 года.

## Творчество
на французском
- Justice, Huit discours
- Jeunesse
- Vaillance,
- La Vie Simple,
- Le Bon Samaritain
- Auprès du Foyer,
- Sois un Homme, (causeries sur la conduite de la vie)
- L’Âme des choses,
- Le long du chemin,
- L’Ami, dialogues intérieurs,
- Histoires et farciboles, pour les enfants,
- Libre pensée et protestantisme libéral (with Ferdinand Buisson)
- Cinq discours religieux,
- Vers le cœur de l’Amérique,
- En écoutant le maître,
- Le Juste vivra de sa foi,
- L’Évangile et la Vie, Editions Ampelos,
- Devant le témoin invisible,
- Les deux esprits (sermons)
- La Marche à la vie (sermons)
- Le sel qui perd sa saveur,
- N’oublie pas,
- Glaive à deux tranchants,
- Pour les petits et les grands